# 264-я пехотная дивизия (вермахт)
264-я пехотная дивизия (нем. 264. Infanterie-Division) — тактическое соединение сухопутных войск вооружённых сил нацистской Германии периода Второй мировой войны.
Сражалась на Югославском фронте.

## История
Образована в ноябре 1943 года во Франции. Включена в состав 15-го горного корпуса, подчинявшегося 2-й танковой армии. В состав дивизии изначально входили 1-й пехотный полк «Бранденбург», 92-й моторизованный полк, а также морские отряды Германии. Базировалась в Далмации, участвовала в операциях против 19-й и 20-й Далматинских дивизий НОАЮ.
Незадолго до вступления войск Красной Армии в Паннонскую равнину штаб 2-й танковой армии в октябре 1944 года попытался перебросить дивизию в Срем, однако наступление войск 8-го далматинского корпуса НОАЮ сорвал эти планы немцев. 264-я дивизия была полностью уничтожена в Книнской операции, в декабре 1944 года её исключили из реестров Вермахта.

## Состав
- 891-й пехотный полк
- 892-й пехотный полк
- 893-й пехотный полк
- 264-й артиллерийский полк
- 264-й разведывательный батальон
- 264-й инженерный батальон

## Командующие
- генерал-лейтенант Альбин Наке (1 июня 1943 — 18 апреля 1944)
- генерал-лейтенант Отто Людеке (18 апреля — 15 мая 1944)
- генерал Мартин Гарайс (15 мая — 25 сентября 1944)
- генерал-лейтенант Пауль Херманн (25 сентября — 9 октября 1944)
- генерал-лейтенант Алоиз Виндиш (9 октября — 5 декабря 1944)